# Howard Hubbard
Howard James Hubbard (Troy, 31 ottobre 1938 – Albany, 19 agosto 2023) è stato un vescovo cattolico statunitense.

## Biografia
Monsignor Howard James Hubbard nacque a Troy, nello Stato di New York, il 31 ottobre 1938 da Howard ed Elizabeth Hubbard.

### Formazione e ministero sacerdotale
Frequentò la St. Patrick's School e l'Istituto La Salle a Troy e nel 1956 entrò nel seminario minore "Mater Christi". Proseguì gli studi al seminario "San Giuseppe" a Dunwoodie ottenendo il baccalaureato in filosofia. Frequentò poi la Pontificia Università Gregoriana a Roma come alunno del Pontificio collegio americano del Nord. In seguito compì studi universitari nel campo dei servizi sociali presso l'Università Cattolica d'America a Washington.
Il 18 dicembre 1963 è stato ordinato presbitero per la diocesi di Albany nella chiesa di Sant'Ignazio di Loyola in Campo Marzio a Roma da monsignor Martin John O'Connor, rettore del Pontificio collegio americano del Nord. In seguito fu vicario parrocchiale della parrocchia di San Giuseppe a Schenectady e quindi della parrocchia della cattedrale dell'Immacolata Concezione ad Albany. Fondò anche la Hope House, un centro di riabilitazione dalla droga, e la Providence House, un centro di intervento in caso di crisi  e prestò servizio come "prete di strada" nel South End di Albany. Fu vicario generale della diocesi dal 1976 al 1977. Dopo le dimissioni di monsignor Edwin Bernard Broderick fu eletto vicario capitolare.

### Ministero episcopale
Il 1º febbraio 1977 papa Paolo VI lo ha nominato vescovo di Albany. Ha ricevuto l'ordinazione episcopale il 27 marzo successivo nel Siena College di Loudonville dal cardinale Terence Cooke, arcivescovo metropolita di New York, co-consacranti il vescovo emerito di Albany Edwin Bernard Broderick e il vescovo ausiliare della stessa diocesi Edward Joseph Maginn. Con 38 anni di età, era il più giovane vescovo del paese e per questo fu soprannominato "il vescovo ragazzo".
In seno alla Conferenza statunitense dei vescovi cattolici fu presidente del comitato per la giustizia e la pace internazionale  e della sottocommissione per la campagna cattolica per lo sviluppo umano e di quella per la Chiesa in Africa. Collaborò anche con le commissioni per i valori umani, per il matrimonio e la famiglia, per la comunicazione, per i laici e per il Pontificio collegio americano del Nord.
Il 20 novembre 1983 papa Giovanni Paolo II lo nominò membro del Segretariato per i non credenti. Fece parte anche del Segretariato per i non cristiani. Era un sostenitore del movimento ecumenico e fu co-presidente cattolico della consulta ortodossa orientale-cattolica romana. Sotto la sua guida come vescovo, la diocesi di Albany mantenne un attivo dialogo ebraico-cattolico.
Durante il suo mandato di vescovo, Hubbard presiedette a un progetto di ristrutturazione da quasi 20 milioni di dollari della cattedrale dell'Immacolata Concezione. Guidò anche un processo di consolidamento parrocchiale, noto come "Called to BE Church" che portò alla chiusura di 33 parrocchie.
Hubbard aveva la reputazione di vescovo liberale. Era noto per le sue opinioni progressiste sulla dipendenza dalla droga e sulla popolazione carceraria e per il suo sostegno a questioni di giustizia sociale talvolta impopolari. Era noto per i suoi sforzi contro la povertà. Dopo essere diventato vescovo, Hubbard vendette la grande residenza vescovile dove i suoi predecessori avevano vissuto con il proprio personale di servizio. Rinunciò ad avere un'automobile e un autista. Nel 1992 iniziò a vivere "con semplicità quasi monastica in un anonimo e tozzo edificio di mattoni" dall'altra parte della strada rispetto alla cattedrale dell'Immacolata Concezione. Nel 2013, secondo quanto riferito, Hubbard percepiva uno stipendio annuo di 33 508 dollari, lo stesso di un qualsiasi prete diocesano con un numero simile di anni di servizio. Una volta fece causa per impedire l'apertura di cliniche che fornivano servizi di interruzione volontaria di gravidanza ad Albany e Hudson. Fu a capo dei New Yorkers Against the Death Penalty, un gruppo che si oppone alla pena di morte.

### Accuse di cattiva condotta sessuale

#### Accuse contro Hubbard
Nel febbraio del 2004 Hubbard fu accusato di aver avuto rapporti omosessuali con due uomini diversi negli anni '70. Hubbard negò entrambe le accuse e affermò di non aver mai infranto la promessa di celibato. La diocesi assunse l'ex procuratore Mary Jo White per indagare su di essi. Nel giugno successivo la White pubblicò un rapporto di 200 pagine in cui affermava di non aver trovato prove credibili a sostegno delle accuse contro Hubbard. La White disse di non aver trovato "nessuna prova che Hubbard conducesse uno stile di vita omosessuale, fosse impegnato in relazioni omosessuali o frequentasse bar gay". La White indicò che la sua squadra investigativa aveva esaminato più di 20 000 documenti e condotto oltre 300 interviste in relazione all'indagine.
Il 14 agosto del 2019, un uomo intentò una causa civile accusando Hubbard di aver abusato sessualmente del querelante quando era un adolescente negli anni '90.  Il 16 agosto 2019 Hubbard rispose: "Con piena e completa fiducia, posso dire che questa accusa è falsa. Non ho mai abusato sessualmente di nessuno in vita mia. Ho fiducia nell'autorità legale canonica e civile e nei processi e credo che il mio nome verrà cancellato a tempo debito". Hubbard annunciò anche che avrebbe preso un congedo volontario dal ministero pubblico finché la questione non fosse stata risolta. Il 16 settembre 2019, una donna anonima affermò che Hubbard e altri due preti avevano abusato sessualmente di lei nella canonica della chiesa dell'Immacolata Concezione a Schenectady alla fine degli anni '70, quando lei era adolescente. Hubbard negò anche questa accusa.
Il 12 agosto del 2020 un residente della Carolina del Sud accusò Hubbard di abusi sessuali su minori in una causa intentata presso la Corte Suprema di New York. Il querelante sosteneva che Hubbard aveva abusato sessualmente di lui quando aveva dieci anni durante una gita scolastica a West Point nel 1975. L'aggressione sarebbe avvenuta su un autobus vuoto. Il querelante disse che si era sentito male a West Point e che Hubbard lo aveva accompagnato all'autobus per riposarsi. Hubbard negò le accuse.

#### Denunce di abuso sessuale
Nel 2004 la diocesi di Albany riferì che 19 sacerdoti avevano ricevuto accuse credibili di abusi sessuali contro minori negli ultimi 53 anni e che erano in corso indagini sulle accuse che coinvolgevano dieci sacerdoti attuali e dimessi dallo stato clericale. Nello stesso anno, la diocesi creò il Programma di assistenza alla mediazione indipendente per assistere finanziariamente le vittime. Il 19 marzo 2011 Hubbard mise tre preti in pensione in congedo amministrativo e ne rimosse un altro dal ministero dopo aver ricevuto accuse di abusi sessuali su minori. Nel 2013, Hubbard si scusò per le carenze sue e della diocesi nel rispondere alla crisi degli abusi sessuali.

### Pensionamento e matrimonio
Hubbard presentò la lettera di dimissioni il 31 ottobre 2013, quando raggiunse l'età di 75 anni. L'11 febbraio 2014 papa Francesco accettò la sua rinuncia al governo pastorale della diocesi per raggiunti limiti di età. Hubbard subì un attacco di cuore nel luglio del 2015.
In un'intervista del luglio del 2021 all'Albany Times Union, Hubbard ammise che la diocesi mandava in cura i preti accusati di abusi sessuali su minori senza avvisare la polizia. Espresse rammarico per questa pratica ma continuò a negare tutte le accuse di abusi sessuali rivolte a lui personalmente.
In una deposizione legale dello stesso anno riconobbe di aver nascosto le accuse di abusi sessuali contro bambini da parte di preti. Uno dei motivi era quello di evitare scandali e proteggere la reputazione della diocesi. Hubbard fece i nomi di diversi preti accusati che furono riassegnati al ministero pastorale dopo periodi di cura, senza preavviso al pubblico. Le registrazioni delle accuse furono tenute sotto chiave, accessibili solo agli alti funzionari della diocesi. Nella deposizione gli fu chiesto: "Vescovo, perché non l'ha fatto? Dopo che ha ammesso di aver commesso il reato di abuso sessuale su minori, davanti alle sue labbra. Perché non ha chiamato la polizia e ha detto: Ho un prete che mi ha appena ammesso un crimine?" La risposta di Hubbard fu: "Perché non ero un reporter incaricato. Non credo che la legge allora e nemmeno adesso mi imponga di farlo". La diocesi non commentò la testimonianza di Hubbard.
Nel giugno del 2022 fu colpito da un ictus.
Nel novembre dello stesso anno Hubbard presentò una petizione alla Santa Sede in cui richiedeva la dimissione dallo stato clericale poiché non era in grado di esercitare il ministero pastorale a causa della politica della diocesi che esclude dal ministero pubblico qualsiasi chierico soggetto a indagini. La diocesi rispose che il vescovo valutava le accuse caso per caso e che era stato Hubbard ad allontanarsi volontariamente da qualsiasi celebrazione pubblica dei sacramenti. Un giornale riportò la notizia che il vescovo aveva richiesto la dimissione in modo da essere libero di sposarsi.
Nel luglio del 2023, all'età di 84 anni, Hubbard si sposò con rito civile con "una donna meravigliosa che mi ha aiutato e curato e che crede in me", come spiegato in un comunicato da egli divulgato. Il vescovo di Albany Edward Bernard Scharfenberger dichiarò che la Chiesa cattolica non riconosceva il matrimonio, poiché la Santa Sede non aveva accolto la richiesta di dimissione dallo stato clericale presentata dal presule. Dopo la sua morte venne diffuso il nome della moglie del prelato: Jennifer Barrie.
Un mese dopo il matrimonio, Hubbard fu colpito da un ulteriore ictus e venne ricoverato in ospedale. Morì il 19 agosto all'età di 84 anni. Le esequie si tennero il 25 agosto alle ore 11:30 nella chiesa di San Pio X a Loudonville. È sepolto nel Saint Peter's Cemetery di Troy.

## Genealogia episcopale e successione apostolica
La genealogia episcopale è:
- Cardinale Scipione Rebiba
- Cardinale Giulio Antonio Santori
- Cardinale Girolamo Bernerio, O.P.
- Arcivescovo Galeazzo Sanvitale
- Cardinale Ludovico Ludovisi
- Cardinale Luigi Caetani
- Cardinale Ulderico Carpegna
- Cardinale Paluzzo Paluzzi Altieri degli Albertoni
- Papa Benedetto XIII
- Papa Benedetto XIV
- Papa Clemente XIII
- Cardinale Marcantonio Colonna
- Cardinale Giacinto Sigismondo Gerdil, B.
- Cardinale Giulio Maria della Somaglia
- Cardinale Carlo Odescalchi, S.I.
- Cardinale Costantino Patrizi Naro
- Cardinale Lucido Maria Parocchi
- Papa Pio X
- Papa Benedetto XV
- Papa Pio XII
- Cardinale Francis Joseph Spellman
- Cardinale Terence James Cooke
- Vescovo Howard James Hubbard

La successione apostolica è:
- Arcivescovo Harry Joseph Flynn (1986)